# Vuelta a España 2014
Vuelta a España 2014 proběhla od 23. srpna do 14. září a byl to 69. ročník tohoto závodu. Start proběhl ve městě Jerez de la Frontera a poprvé po 21 letech se nekončilo v Madridu, ale ve městě Santiago de Compostela. Ne jezdce čekalo celkem 3 181,5 km ve 21. etapách. Z toho: 5 rovinatých, 13 horských nebo kopcovitých a 3 časovky (1 týmová a 2 individuální)

## Trasa závodu
| Etapa | Datum     | Start–cíl                                                  | Délka     | Typ etapy       | Typ etapy           | Vítěz etapy          |
| ----- | --------- | ---------------------------------------------------------- | --------- | --------------- | ------------------- | -------------------- |
| 1     | 23.8      | Jerez de la Frontera                                       | 12,6 km   | Team Time Trial | Týmová časovka      | Movistar Team        |
| 2     | 24.8      | Algeciras – San Fernando                                   | 174.4 km  |                 | Rovinatá etapa      | Nacer Bouhanni       |
| 3     | 25.8      | Cádiz – Arcos de la Frontera                               | 188 km    |                 | Kopcovitá etapa     | Michael Matthews     |
| 4     | 26.8      | Mairena del Alcor – Córdoba                                | 172.6 km  |                 | Kopcovitá etapa     | John Degenkolb       |
| 5     | 27.8      | Priego de Córdoba – Ronda                                  | 182.3 km  |                 | Rovinatá etapa      | John Degenkolb       |
| 6     | 28.8      | Benalmádena – La Zubia                                     | 157.7 km  |                 | Horská etapa        | Alejandro Valverde   |
| 7     | 29.8      | Alhendín – Alcaudete                                       | 165.4 km  |                 | Kopcovitá etapa     | Alessandro De Marchi |
| 8     | 30.8      | Baeza – Albacete                                           | 207.4 km  |                 | Rovinatá etapa      | Nacer Bouhanni       |
| 9     | 31.8      | Carboneras de Guadazaón – Aramón Valdelinares              | 181 km    |                 | Horská etapa        | Winner Anacona       |
| 1.9   | Volný den | Volný den                                                  |           |                 |                     |                      |
| 10    | 2.9       | Monasterio de Santa María de Veruela – Borja               | 34.5 km   |                 | Časovka jednotlivců | Tony Martin          |
| 11    | 3.9       | Pamplona – Santuario de San Miguel de Aralar               | 151 km    |                 | Horská etapa        | Fabio Aru            |
| 12    | 4.9       | Logroño – Logroño                                          | 168 km    |                 | Rovinatá etapa      | John Degenkolb       |
| 13    | 5.9       | Belorado – Obregón, Parque de Cabárceno                    | 182 km    |                 | Kopcovitá etapa     | Daniel Navarro       |
| 14    | 6.9       | Santander – La Camperona, Valle de Sábero                  | 199 km    |                 | Horská etapa        | Ryder Hesjedal       |
| 15    | 7.9       | Oviedo – Lagos de Covadonga                                | 149 km    |                 | Horská etapa        | Przemysław Niemiec   |
| 16    | 8.9       | San Martín del Rey Aurelio – La Farrapona, Lago de Somiedo | 158.8 km  |                 | Horská etapa        | Alberto Contador     |
|       | 9.9       | Volný den                                                  | Volný den |                 |                     |                      |
| 17    | 10.9      | Ortigueira – A Coruña                                      | 174 km    |                 | Rovinatá etapa      | John Degenkolb       |
| 18    | 11.9      | A Estrada – Mont Castrove, Meis                            | 173.5 km  |                 | Horská etapa        | Fabio Aru            |
| 19    | 12.9      | Salvaterra de Miño – Cangas do Morrazo                     | 176.5 km  |                 | Kopcovitá etapa     | Adam Hansen          |
| 20    | 13.9      | Santo Estevo de Ribas de Sil – Puerto de Ancares           | 163.8 km  |                 | Horská etapa        | Alberto Contador     |
| 21    | 14.9      | Santiago de Compostela                                     | 10 km     |                 | Časovka jednotlivců | Adriano Malori       |